# فشرده‌سازی تصویر

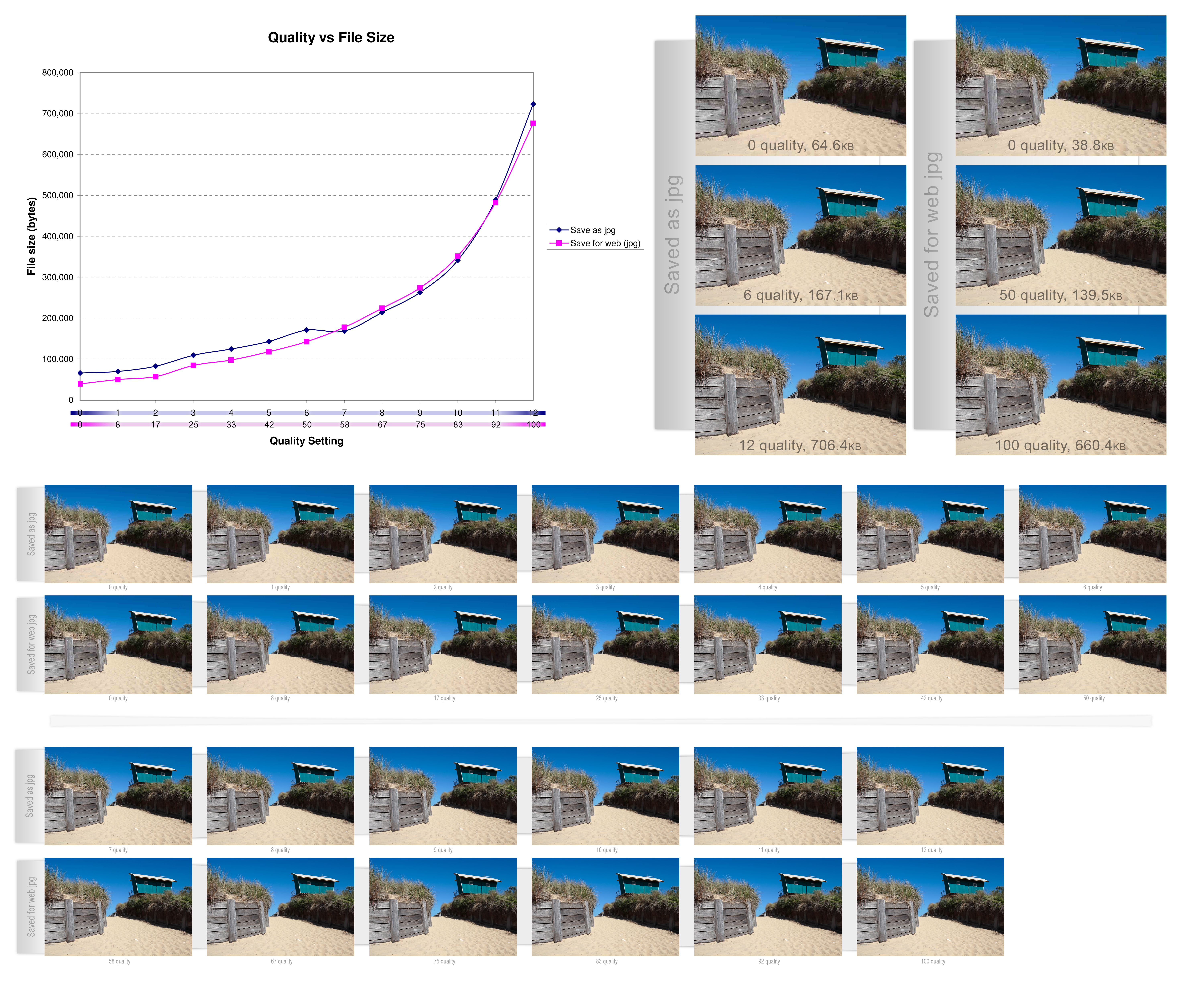
Comparison of JPEG images saved by Adobe Photoshop at different quality levels and with or without "save for web"

فشرده‌سازی تصویر (به انگلیسی: Image Compression)، کاربردی از فشرده‌سازی اطلاعات در تصاویر دیجیتال است. هدف از آن کاهش اطلاعات بلا استفاده یک متن دو دویی برای ذخیره کردن یا انتقال اطلاعات به شکل بهینه می‌باشد.
فشرده‌سازی تصویر می‌تواند به صورت بی اتلاف (Lossless) و با اتلاف (Lossy) صورت گیرد. فشرده سازی بی اتلاف برای بعضی تصاویر مثل نقشه‌های فنی و آیکون‌ها ترجیح داده می‌شود، به این دلیل که فشرده‌سازی با اتلاف خصوصاً وقتی برای نرخ بیت‌های پایین استفاده شود به کیفیت تصویر لطمه می‌زند. روش‌های فشرده‌سازی بی اتلاف همچنین ممکن است برای محتویات پر ارزش مثل تصاویر پزشکی یا تصاویر اسکن شده برای بایگانی شدن نیز ترجیح داده شوند. روش با اتلاف مخصوصاً برای تصاویر طبیعی مناسب است که از دست رفتن کیفیت برای دست یافتن به کاهش نرخ بیت قابل توجه باشد.

## روش‌های فشرده‌سازی بدون اتلاف عکس‌ها عبارتند از
- کدگذاری بر اساس طولِ ران (run-length encoding)، استفاده شده در روش‌های پیش‌فرض در dcx و یکی از امکانات TIFF ,TGA ,BMP
- entropy coding
- الگوریتم‌های مطابق واژه‌نامه مثل lzw استفاده شده در GIF,TIFF
- کاهش اعتبار (deflation) استفاده شده در TIFF ,MNG ,PNG

## روش‌های فشرده‌سازی پراتلاف عبارتند از
کاهش فضای رنگی برای رنگ‌هایی که
بیشتر در عکس استفاده شده‌اند. رنگی که انتخاب شده در پالت رنگ در بالای عکس فشرده شده مشخص می‌شود. هر پیکسل فقط
به شاخص رنگ در پالت رنگ اشاره داده می‌شود. این روش براساس این واقعیت است که چون چشم انسان تغییرات مکانی روشنایی را سخت‌تر از رنگ درک می‌کند به وسیلهٔ میانگین‌گیری یا حذف کردن برخی از اطلاعات رنگ تابی یک عکس عمل فشرده‌سازی صورت گیرد. تغییر شکل‌دادن کدگذاری این روش به‌طور عادی بیشترین استفاده را دارد. بهترین کیفیت عکس در یک نرخ بیت (یا نرخ فشرده سازی) معین هدف اصلی از
فشرده‌سازی عکس است. به هر حال ویژگی‌های مهم دیگری از رویه‌های فشرده‌سازی عکس
وجود دارد که عبارتند از: مقیاس پذیری به‌طور کلی به کاهش کیفیت حاصل شده در اثر دستکاری گروه بیتی یا فایل گفته
می‌شود. (بدون بازیابی). نام‌های دیگر برای مقیاس پذیری، یا است. با وجود خلاف واقعی بودنش مقیاس‌پذیری نیز می‌تواند در رمز
گذارهای (codec) بدون اتلاف یافت
می‌شود. مقیاس‌پذیری خصوصاً برای پیش نمایش عکس‌ها در حال دریافت کردن آن‌ها یا
برای تهیه کیفیت دستیابی متغیر در پایگاه‌های داده مفید است.
```
 
انواع مختلف مقیاس
```

پذیری عبارتند از:
```
 
- 
کیفیت مترقی(
'
quality
```

progressive ')یا لایه مترقی('layer progressive):گروه بیتی پی در پی عکس را از نو می‌سازد.'
```
 
- 
وضوح مترقی(
'
resoloution
```

progressive'):ابتدا یک عکس وضوح پایین را کدگذاری می کند سپس تفاوت‌های وضوح بالاتر را کدگذاری می‌کند.
```
 
- 
مؤلفه مترقی (
'
component
```

progressive'): ابتدا رنگ را کدگذاری می‌کند.
```
 
ناحیه
```

جذاب کدگذاری ('region of
interest coding')نواحی خاصی از عکس با کیفیت بالاتری نسبت به سایر نقاط کد
گذاری می‌شوند و می‌تواند با مقیاس‌پذیری (کدگذاری ابتدایی یک بخش و دیگران بعداً)
ترکیب شود.
```
 
اطلاعات
```

غیر نمادین('meta
information')داده‌های فشرده شده می‌توانند شامل اطلاعاتی در رابطه با عکس باشد که
می‌توان برای طبقه‌بندی کردن، جستجو یا بررسی عمومی عکس از آن‌ها استفاده کرد.
مانند اطلاعاتی که می‌توانند شامل رنگ و الگو و پیش نمایش کوچکتر عکس‌ها و اطلاعات
خالق و کپی رایت باشد.
```
 
قدرت
```

پردازش('processing power') الگوریتم‌های فشرده‌سازی اندازه‌های
متفاوتی از قدرت پردازش را برای کدگذاری و کدگشایی درخواست می‌کنند. بعضی از
الگوریتم‌های فشرده‌سازی عالی قدرت پردازش بالا می‌خواهند.
```
 
کیفیت
```

روش فشرده‌سازی اغلب به وسیلهٔ سیگنال ماکزیمم به نسبت پارازیت (peak signal-to-noise ratio) اندازه‌گیری می
شوند. اندازه پارازیت‌ها نشان دهند؟ فشرده‌سازی پراتلاف عکس است به هر حال
قضاوت موضوع گرایانه بیننده همیشه بیان کنند؟ اهمیت اندازه‌گیری است.
```
 
Jpeg2000

 
Jpeg2000
 یک استاندارد فشرده‌سازی عکس براساس 
wavelet
 (
wavelet-based
)
```

است؛ و در سال 2000 به‌وسیله کمیته Joint Photographic Experts Group
با نیت جایگزین کردن با استاندارد اصلیJpegکه براساس تغییر گسسته(discrete cosine
transform-based) است (محصول سال1991) تولید شده‌است.
```
 
JPEG 2000
```

زمان بیشتری را برای عملیات بازکردن فشردگی نسبت به JPEG
طلب می‌کند.
```
 '
```

```
 
اثبات از بالا به
```

پایین محصولات فشرده‌سازی JPEG 2000: شماره‌ها نشان‌دهنده ضریب تراکم استفاده شده‌است.برای مقایسه بهتر شکل بدون مقیاس را نگاه
کنید. محصولات JPEG 2000 به فرم JPEG متفاوت به نظر می‌رسند و یک جلوه صیقلی روی عکس وجود دارد و برای نمایان
شدن سطوح فشرده‌سازی بالاتری اختیار می
کنند. اغلب یک عکس گرفته شده می‌تواند به اندازه اندازه فایل
اصلی خود(bitmap
فشرده نشده) بدون متحمل شدن اثر نمایان شدن فشرده شوند